# 引き伸ばし機

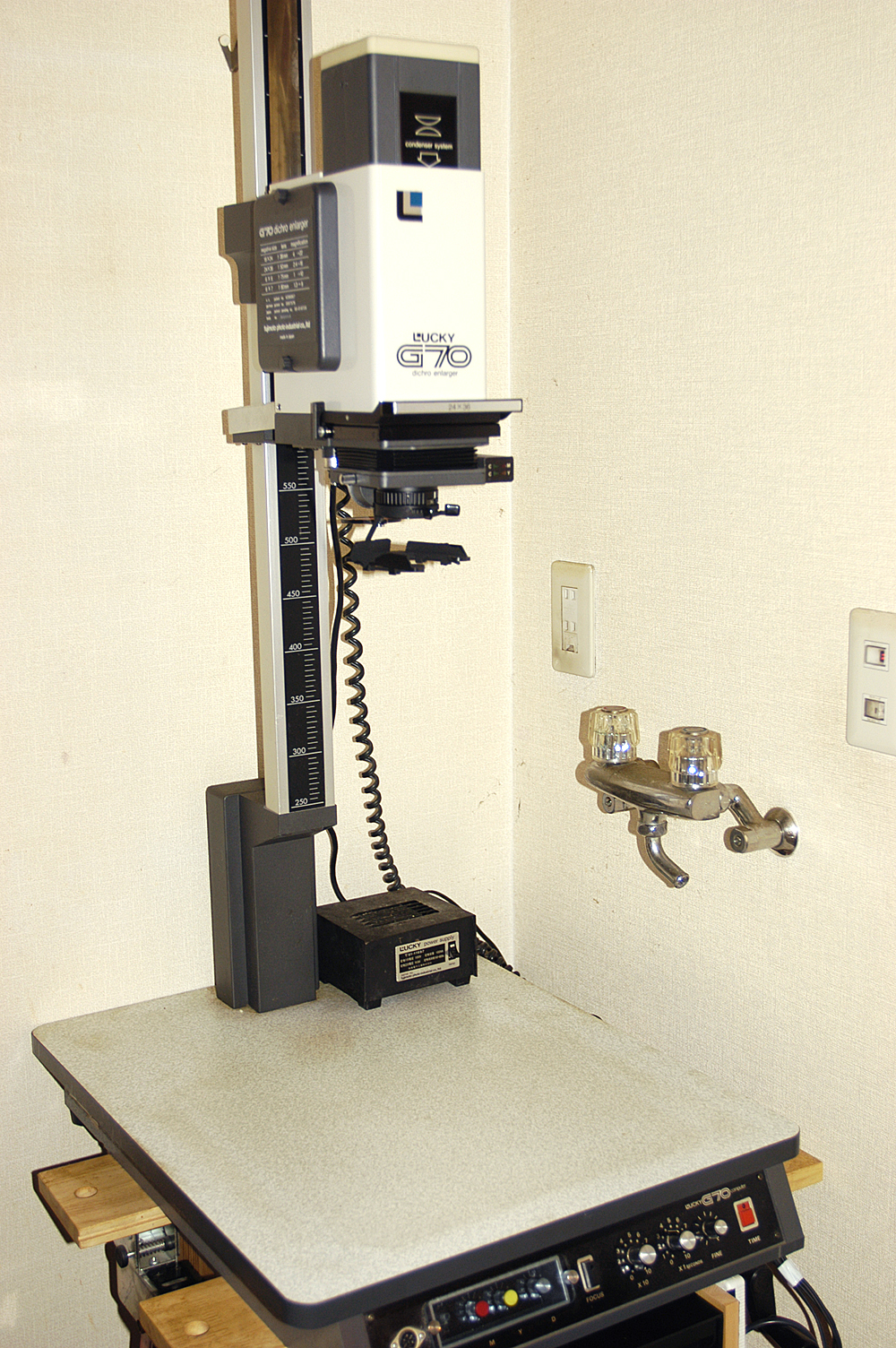
引き伸ばし機
藤本写真工業
「LUCKY G70 Computer」
カラーモノクロ両用/集散光・散光切り替え可能タイプで台板にカラーアナライザー及び露光タイマーを内蔵している

引き伸ばし機（ひきのばしき）とは、写真フィルムの像を拡大・投影し、印画紙に焼き付けるための機械である。

## 概要
引き伸ばし機がいつ頃発明されたのかははっきりとはわかっていない。しかし一般的になったのはライカの発売によるとされている。それまでのカメラはフィルムないし乾板を印画紙に密着させポジ像を得ていたが、35mmフィルムはそのままでは鑑賞が難しい大きさなので、エルンスト・ライツはライカのシステムの一環として引き伸ばし機を用意していた。
近年は自動的に焼き増しをするミニラボ装置やセルフプリント装置が普及したことに加え、デジタルカメラの普及でフィルムカメラの需要が少なくなったため、2023年現在、引き伸ばし機単体の需要は少なくなりつつある。

## 引き伸ばし機の構成

標準的な引き伸ばし機の概略図

### 光源
初期の引き伸ばし機は太陽光を使うものもあったが、現在では専用の電球やハロゲンランプ、コールドライトをランプハウス(ヘッド)に装着して使うものが主流である。プラチナプリントなど露光に紫外線が必要な場合、紫外線蛍光灯を使うこともある。また近年LEDランプを使う製品も現れた。
引き伸ばし用電球は一見普通の電球に見えるが、点灯スイッチを入れてから明るくなるのが早い仕様である。普通の電球はスイッチを入れると最初暗く点灯し、だんだん明るくなり、しばらく経って一定の明るさとなる。それでは露光時間を倍にしても露光量が正確な倍にならず、一種の相反則不規が発生する。プリントさえできれば良いのであれば代用できると言えなくもないが、露出をコントロールするためには引き伸ばし用電球を使用する必要がある。

### 照明方式
集散光式、散光式などがある。

#### 集散光式
光量が大きく、シャープなプリントを作ることができるというメリットがある反面、フィルムのホコリや傷が目立つというデメリットがある。モノクロでは散光式より0.5号程度硬調になる。

#### 散光式
フィルムのホコリや傷が目立ちにくいというメリットがある反面、光量の大きな引き伸ばし機を作ることが難しいため露光時間が長めになるというデメリットがある。モノクロではネガによってはコントラストの低いプリントになることがある。
モノクロ引き伸ばし機では集散光式、カラー引き伸ばし機では散光式を採用していることが多い。機種によっては、ヘッドの部分を変えることにより集散光式、散光式のどちらでも使うことができるようになっている。

### 引き伸ばしレンズ
引き伸ばしレンズはフィルムの像を拡大・投影するために用いられる。
カメラレンズの互換性が低いのとは異なり、ほとんどの引き伸ばしレンズはマウントにライカスクリューマウントを使っているため、さまざまなレンズメーカーのレンズを使うことが可能である。
ブランドとしてはローデンシュトックのロダゴンやロゴナー、シュナイダー・クロイツナッハのコンポノンやコンポナー、ライカのフォコター、コダックのエンラージング・エクター、富士フイルムのフジノンEXやフジノンESやフジナーE、ニコンのELニッコール、ミノルタのCEロッコールやEロッコール等が知られる。ただしカラー化、さらにはデジタル化に伴い引き伸ばし市場は縮小しており、上に挙げた中でも撤退したメーカーが多い。
大きいプリントを作る際にはヘッドの位置を上げなければならず小さいプリントを作る際にはヘッドの位置を下げなければならない。あまりにヘッドの位置が高いとピント合わせが大変であり、あまりにヘッドの位置が低いとイーゼルの開閉や覆い焼き等に支障が出るので、作るプリントの大きさとネガの大きさに合った焦点距離のレンズを選択する必要がある。使用する引き伸ばしレンズの焦点距離は撮影時に標準レンズと呼ばれる焦点距離を基本とし、大きいプリントを作る際には短め、小さなプリントを作る際には長めの焦点距離のレンズを選ぶ。具体的には
- 24×36 mm（ライカ）判 40 mm - 63 mm
- 6×4.5 cm（セミ）判 75 mm - 80 mm
- 6×6 cm判 75 mm - 80 mm
- 6×7 cm判 80 mm - 90 mm
- 6×9 cm（ブローニー）判 90 mm - 105 mm
- 4×5 in判 130 mm - 150 mm

が目安である。

### フィルムキャリア
フィルムキャリアとは、フィルムを挟んで引き伸ばし機にセットするためのホルダーである。
各種フォーマット専用のもの、ユニバーサルキャリアという様々なフォーマットに対応できるものまで多種多様である。ユニバーサルキャリアにはフィルムの四辺を囲む羽根がついており、これをスライドさせることにより開口部の面積を変えることができる。
またガラスなし、片面ガラス付、両面ガラス付などのタイプに分かれる。

#### ガラスなし
値段が手頃なうえ取り扱いが容易である。ただし面積の大きいフィルムを使う場合、フィルムの平面性が問題になることがある。

#### 両面ガラス付き
フィルムの平面性を保つことができる。ただし、ガラス面にホコリが付着したりニュートンリングを生じることがある。また価格が高い。

#### 片面ガラス付き
ガラスなし、両面ガラス付きの双方の利点を得ようとするものである。
なお、簡易的にはアンチニュートンガラス2枚でネガを挟むことで代用でき、面倒ではあるが平面性も高く保持できる。

#### 距離計付き
一眼レフカメラのフォーカシングスクリーンのスプリットイメージに似た上下像合致式の距離計を内蔵したキャリア。入射角の異なる2本のスリットがフィルムと同一面のフィルム枠外に配置されている。キャリアを引き出し光源下にスリットを移動させるとイーゼル上に上下2本の白光が投影され、フォーカスノブを調整して投影光を1本に合致させると合焦する。著名な製品にラッキーのフォーカシングキャリア、富士フイルムのマジックフォーカスキャリアがある。

### フィルター

#### カラープリント用

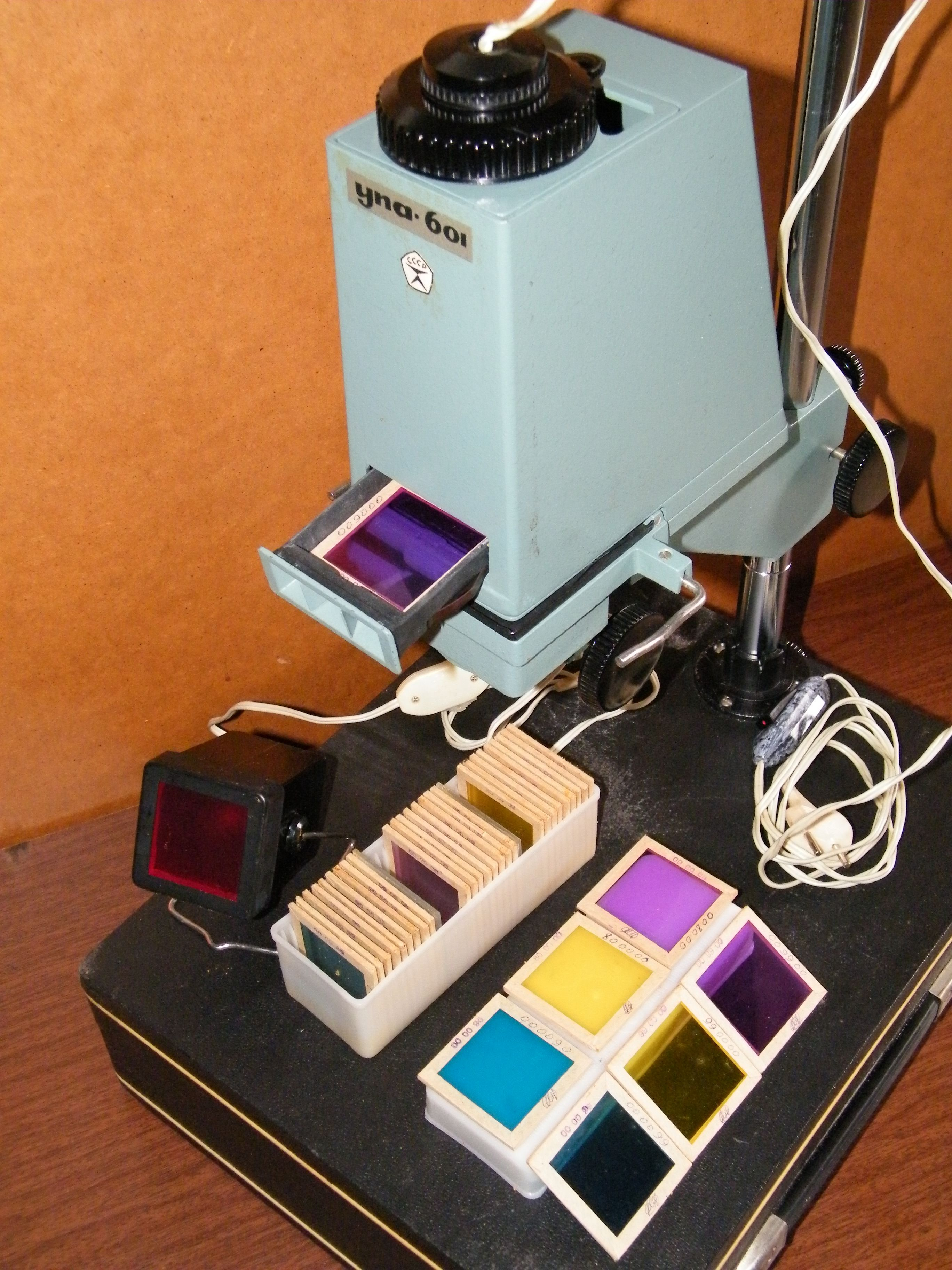
フィルターポケット付きの引き伸ばし機とカラーフィルターのセット

フィルターポケットの付いた引き伸ばし機は、色調整用CPフィルター（イエロー・マゼンタ・シアン）を入れることによって色補正ができるようになっている。これをカラー引き伸ばし機と称した時代もあったが、現在はダイヤルを回すことによって値を簡単に変えることができるダイクロイックフィルターを装備する製品を指す場合が大半である。ラボやプロ写真家、一部ハイアマチュアの間では15枚ほどのフィルターを内蔵しカンザシ状のレバーを引くとフィルターが光路にセットされるように作業効率を高めたオプション機器も使われた。作業は若干煩雑になるが、フィルターポケットのないモノクロ引き伸ばし機であっても撮影用のCCフィルタをコンデンサーや引き伸ばしレンズの下に挿入することでカラー引き伸ばし機として使うことが可能である。

#### 多階調印画紙用

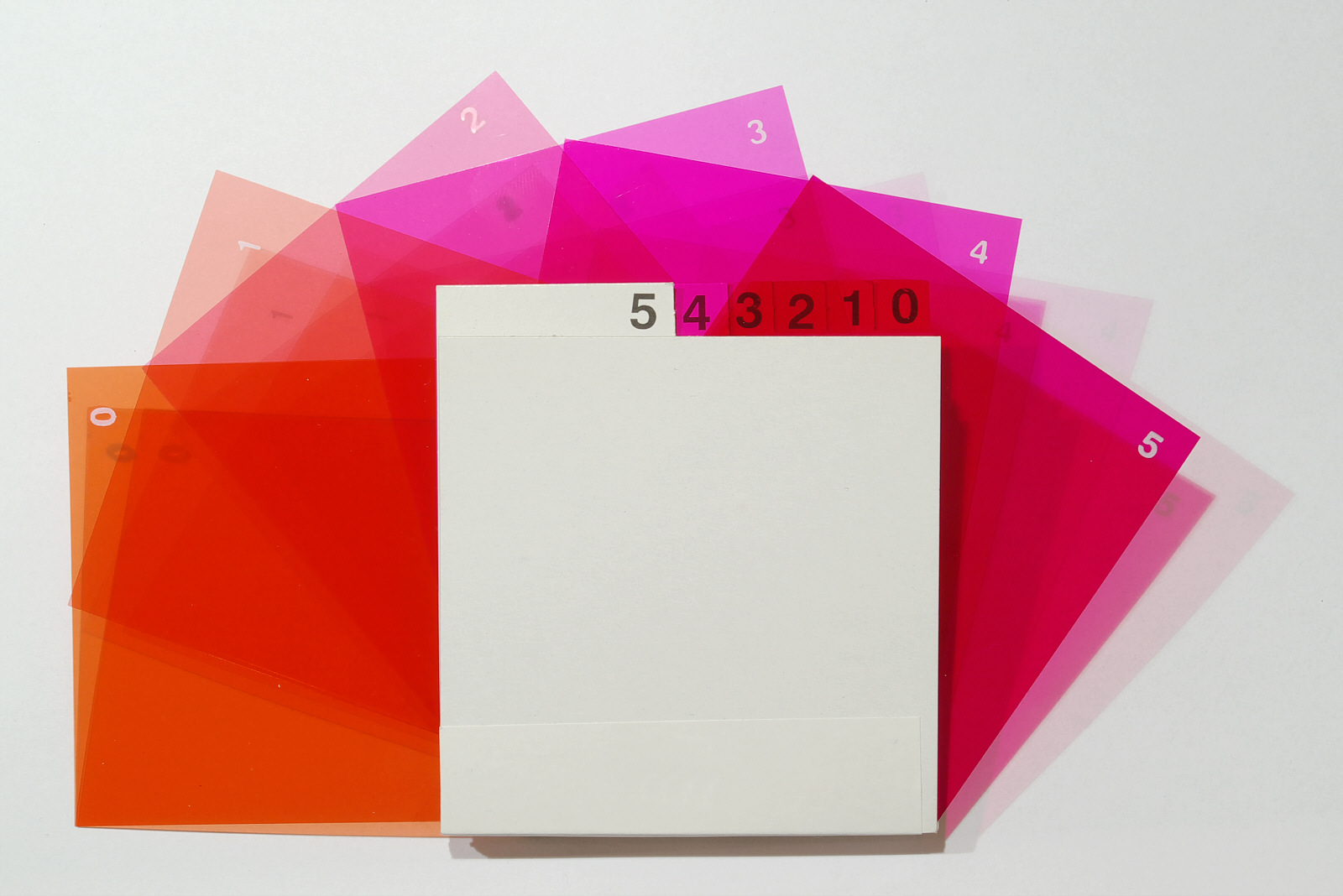
多階調印画紙用のフィルター

多階調印画紙を使う場合は専用のフィルターをフィルターポケットに挿入するのが一般的であるが、レンズ直下にクリップで装着する製品も存在する。連続可変式の多階調フィルター内蔵機種やカラー引き伸ばし機の色調整機能を使うことも可能である。

#### 構図確認用

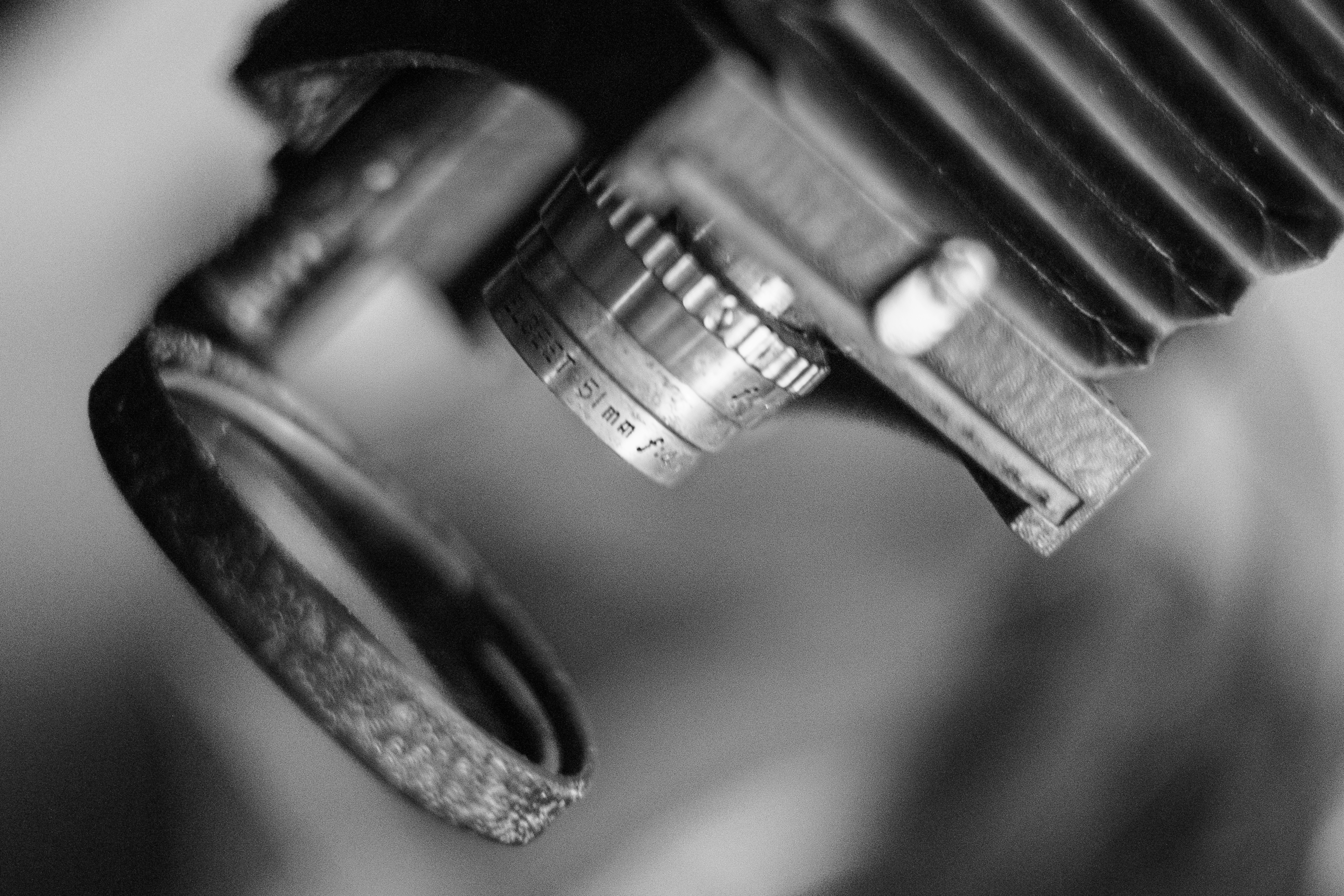
構図確認用の赤フィルター

モノクロブロマイド印画紙を台板上で位置決めする際に赤色のフィルターを光路上に置いてフィルム画像を投影しながら確認することができる。
レンズ直下に光路外から回し入れる機種が多いが1970年代までのラッキー引き伸ばし機のようにフィルムキャリア直下に引き出しレバー式の赤フィルターを内蔵した機種もあった。
モノクロ多階調印画紙や、モノクロパンクロマチック印画紙、カラー印画紙では光線被りを起こすため使用できない。

### その他オプション機材
引き伸ばし機とセットで使うことができるオプション機材としては以下のようなものがある。

#### 露光タイマー

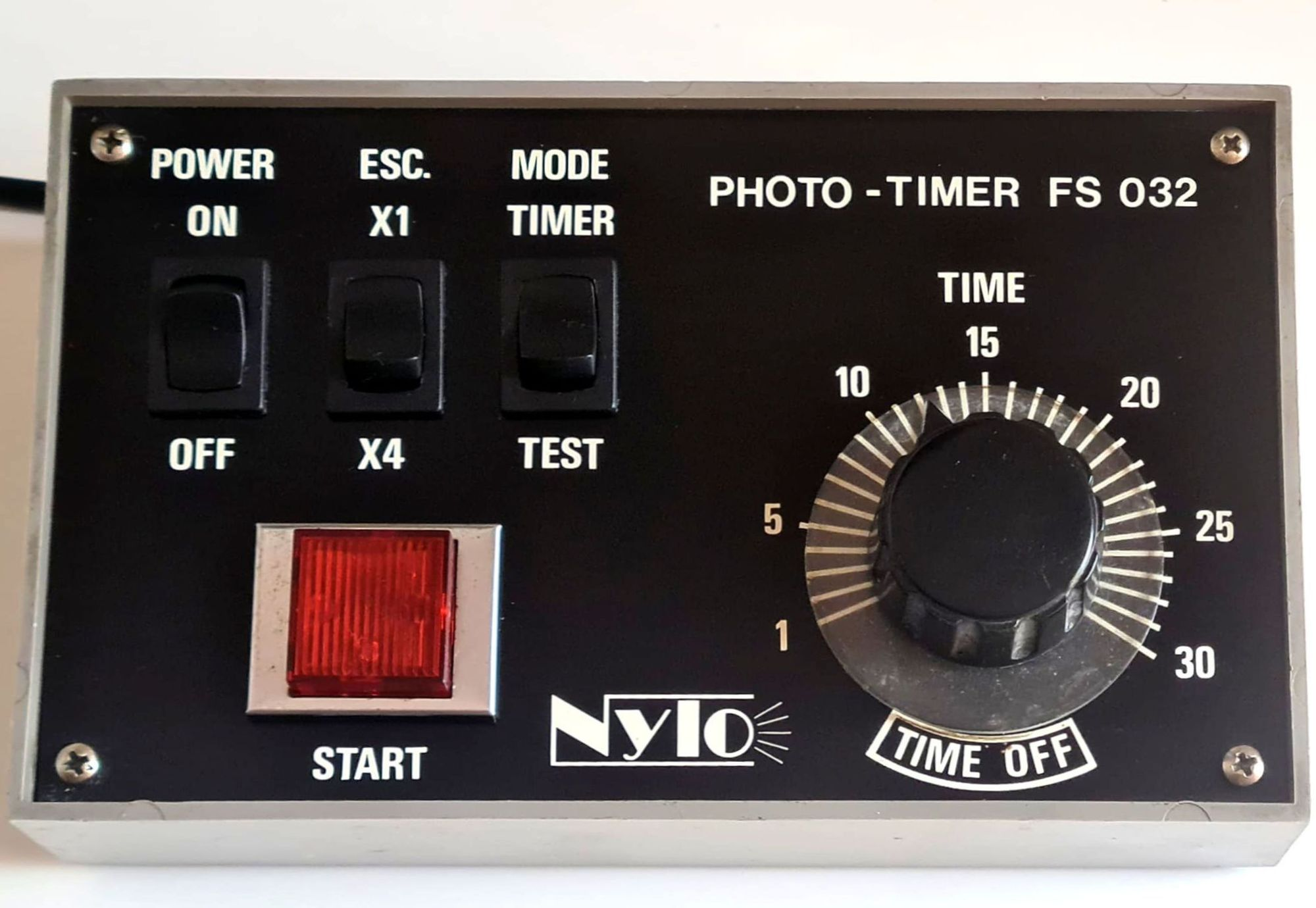
Kaiser FS 032

印画紙に露光する時間を調整するものである。×10秒、×1秒、×0.1秒などの桁に分かれた露光時間調整ダイヤルがついており、スタートボタンを押すとセットした合計時間だけ出力がオンになる。時間の表示形式はアナログ式の物とデジタル式の物がある。引き伸ばし機によってはタイマーを内蔵している機種もある。また、露光と連動してセーフライトを消灯・点灯できるものもある。

#### カラーアナライザー/露光計

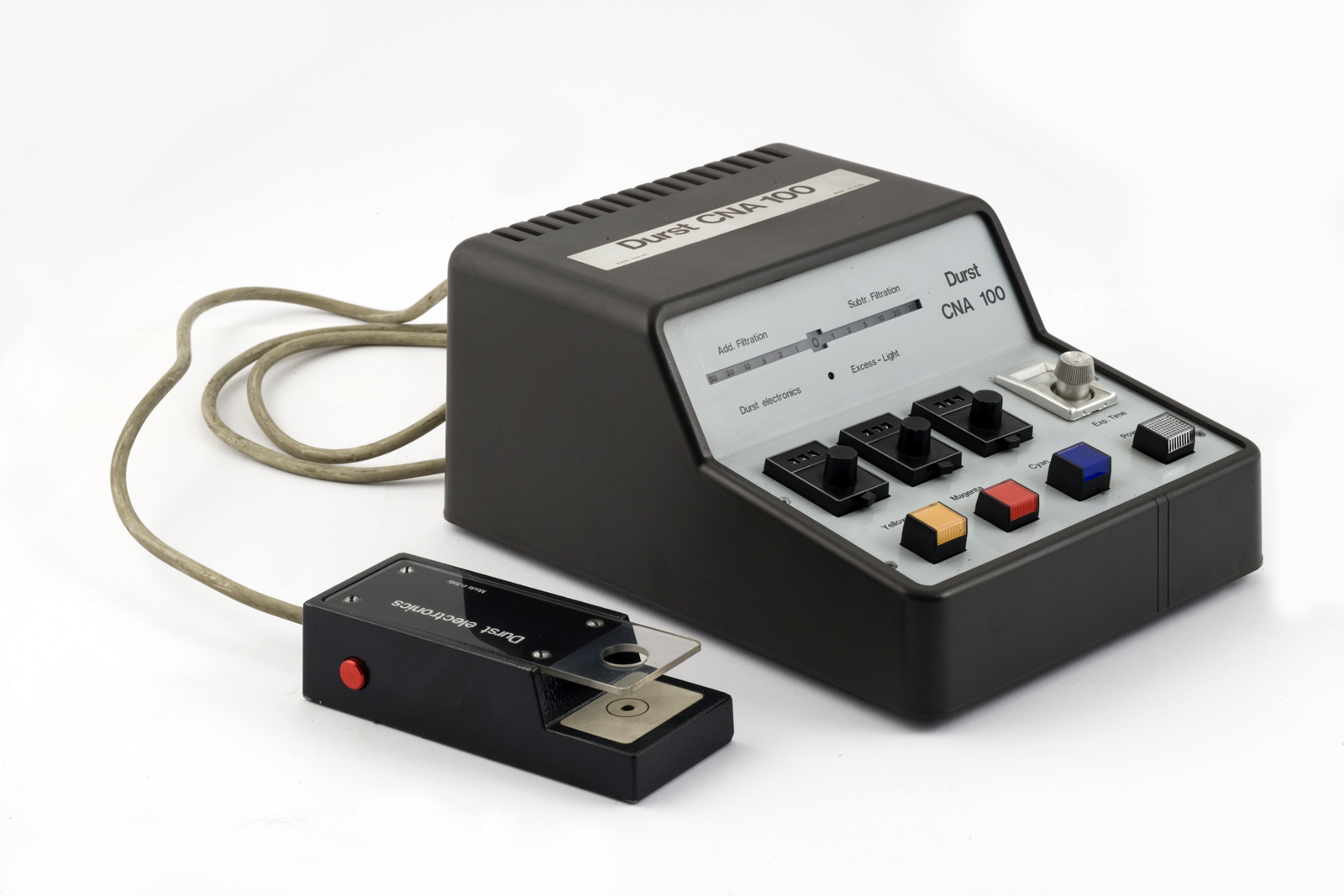
Durst CNA 100

フィルムの色調や濃度を測定して必要とされる補正フィルターや露光時間を割り出すことができる。また露光時間の測定とタイマーが連動した機種もある。

#### フットスイッチ
足で踏むことにより露光させることができる。セーフライトも同時に制御できるものもある。

#### イーゼルマスク
引き伸ばし機の台板上に置いて印画紙を挟み込み固定するための機具である。

#### フォーカススコープ
引き伸ばし機のピント調節に使用するルーペ。イーゼルマスク上に置きフィルム画像の一部を反射鏡とルーペで拡大して合焦状態を観察できる。著名なブランドにLPL、PEAK (東海産業)、ダースト (イタリア)、パターソン (イギリス)など。
| Clip フォーカススコープ (PEAK) ※モバイル機器で正常に表示されないことがあります。 | Clip フォーカススコープ (パターソン) ※モバイル機器で正常に表示されないことがあります。 |  |  |

## 引き伸ばし機の分類

### フィルムフォーマットによる分類
使うフィルムのフォーマットにより
- 135フィルム用 - 各社のラインナップで入門用として位置づけられていることが多い。
- 135フィルム～120フィルム用 - 6×6cm判以下、6×7cm判以下、6×9cm判以下に対応する製品があり、使用する最大のフォーマットにより選択する。
- 4×5in判以上用 - 小さいフィルム用に使うと光量損失が大きく、引き伸ばし機自体が巨大であり取り回しがしづらいため、プロや写真学校、レンタル暗室などでは事実上そのフォーマット専用としていることが多い。

の大きく3つに分けられる。
またこれらの引き伸ばし機以外にもミノックス判専用、16mmフィルム専用、マイクロフィルム、マイクロフィッシュの引き伸ばし機なども存在する。

### 光源による分類
上述の通り
- 引き伸ばし電球(白熱電球) - モノクロ用など
- ハロゲンランプ - カラー用ダイクロイックフィルター内蔵機など
- 冷陰極管 - 広義の蛍光灯。業務用など。
- LEDランプ - べセラー引き伸ばし機 (アメリカ)の一部、イントレピッド・カメラ（英語版） (イギリス)など

### 照明方式による分類
上述の通り
- 集光式
- 散光式
- 集散光式

### 変倍方式(支柱)による分類
- 垂直式
- 斜行式
- パンタグラフ式 - ライツフォコマート (ドイツ)や1970年代前半までのラッキー引き伸ばし機やハンザ引き伸ばし機など
- 支柱が左右に2本あるもの - べセラー引き伸ばし機 (アメリカ)など
- 撮影用三脚を使うもの - キング、イントレピッド・カメラ (イギリス)など

### 機能による分類
- カラー式 - ダイクロイックフィルター（英語版）を内蔵し色濃度を可変できるもの
- モノクロ多階調式 - ダイクロイックフィルターを内蔵しモノクロ多階調印画紙のコントラストを可変できるもの
- 白昼式 - 引き伸ばし機をカバーで覆い明室でプリントできる機種が古くからあった。著名な製品に富士フイルムのダークレス引伸現像器、ダークレスボックス、ポラロイド・デイラボ300 (Polaroid Daylab 300)など。
- アタッシュケース式 - 主に新聞社のカメラマン向けに引き伸ばし機一式をアタッシュケースに収納・携行できる機種があった。著名なブランドにラッキー、チェリーなど。
- 一眼レフカメラと光源を組み合わせて使う携行可能なもの - キングなど

## 使用方法

### 大伸ばし
多くの引き伸ばし機ではヘッドの部分を支柱を中心に180度回転させて床面投影、もしくは90度回転させて壁面投影させることができる。こうすることで全紙やロール紙などの大サイズの印画紙への引き伸ばしが可能となる。この場合イーゼルマスクを使用することができないため、粘着テープなどで壁面もしくは床面に直接印画紙を固定して使用する。

## 主な引き伸ばし機メーカー
- 富士フイルム - 日本のメーカーで引き伸ばし機など暗室用品などを扱い、現在は引き伸ばし機については販売を終了し若干の暗室用品のみ販売している。
- LPL - 日本のメーカーで引き伸ばし機など暗室用品などを扱う。
- ラッキー (LUCKY) - 日本の引き伸ばし機メーカー藤本写真工業のブランド。現在は事業を継承したケンコーが最後まで続けていた専用の引き伸ばし電球やハロゲンランプの販売を終了し、アフターサービスのみ行っている。
- 杉藤-日本の光学機器メーカーで、引き伸ばしレンズを製造している。(2023年11月現在受注生産のみ)
- ダースト (DURST) - イタリアの引き伸ばし機メーカーで小型、中型引き伸ばし機を得意とする。以前はペンタックスが輸入代理店であった。
- チャールズ ベセラー（英語版） (Charles Beseler） - アメリカの引き伸ばし機メーカーで、大型引き伸ばし機を得意とする。
- オメガ（英語版） (Omega) - アメリカの引き伸ばし機メーカーで、大型引き伸ばし機を得意とする。以前は小西六写真工業系列のチェリー商事が輸入代理店であった。